# Villa halteralis
Villa halteralis är en tvåvingeart som först beskrevs av Kowarz 1883.  Villa halteralis ingår i släktet Villa och familjen svävflugor. Enligt den finländska rödlistan är arten otillräckligt studerad i Finland. Arten är reproducerande i Sverige. Inga underarter finns listade i Catalogue of Life.